# Sohāgī
Sohāgī är en ort i Indien.   Den ligger i distriktet Rewa och delstaten Madhya Pradesh, i den centrala delen av landet, 600 km sydost om huvudstaden New Delhi. Sohāgī ligger 116 meter över havet och antalet invånare är 9 009.
Terrängen runt Sohāgī är platt norrut, men söderut är den kuperad. Terrängen runt Sohāgī sluttar norrut. Runt Sohāgī är det tätbefolkat, med 343 invånare per kvadratkilometer. Närmaste större samhälle är Teonthar, 5,4 km väster om Sohāgī. Trakten runt Sohāgī består till största delen av jordbruksmark.